# Kornhausbibliotheken Bern

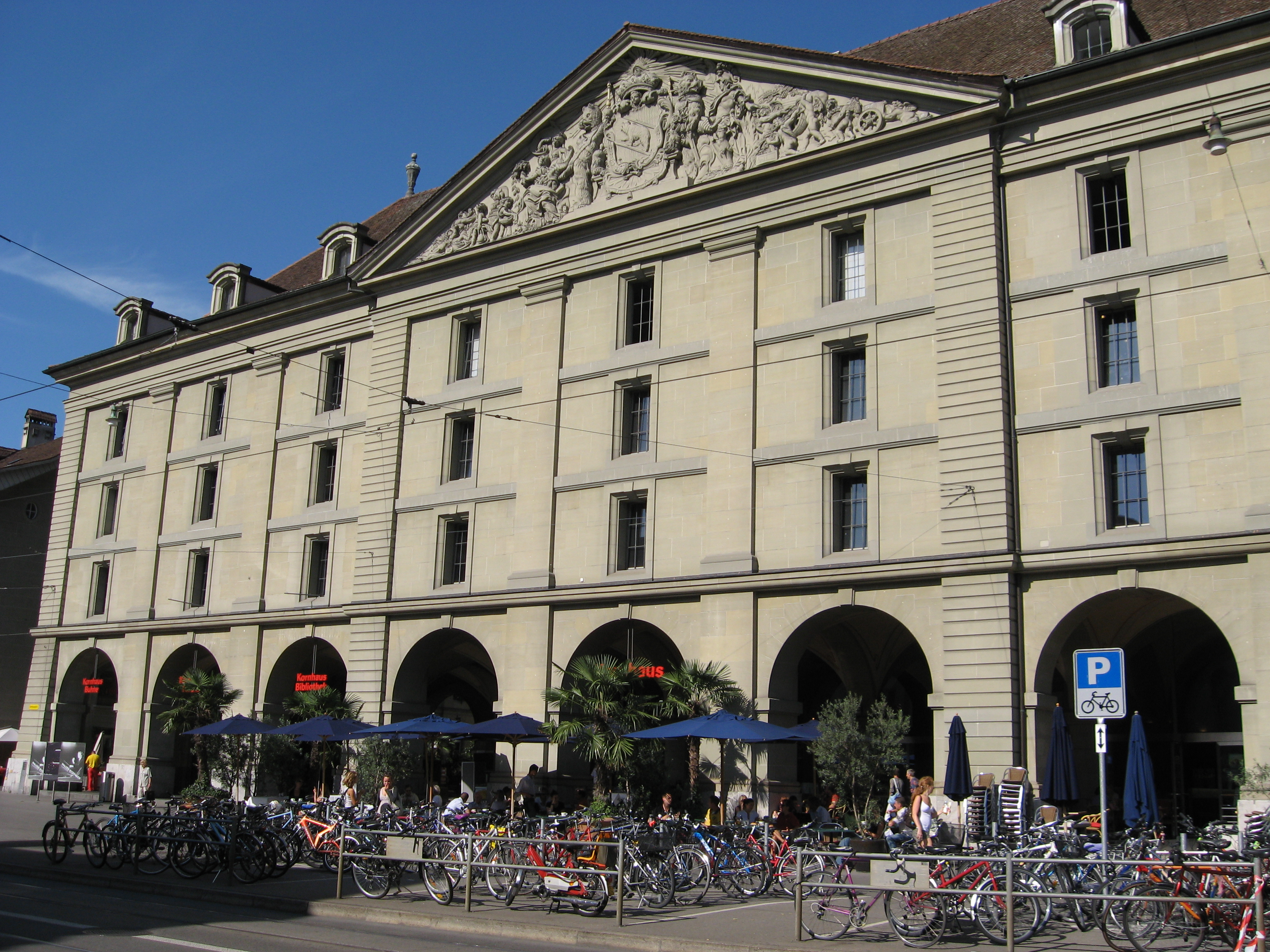
Das Kornhaus

Die Kornhausbibliotheken Bern sind die öffentlichen Bibliotheken der Stadt und Region Bern. Der Verbund umfasst 22 Bibliotheken. Die Hauptbibliothek befindet sich am Kornhausplatz 18 im Gebäude des Kornhauses. Auf Stadtgebiet befinden sich die acht Quartierbibliotheken:
Breitenrain, Bümpliz, Gäbelbach, Länggasse, Laubegg, Rossfeld, Holligen, Tscharnergut. Im Sommer sind die Spiel- und Lesepavillons im Rosengarten und auf der Münsterplattform geöffnet.
Weitere neun Bibliotheken werden in folgenden Gemeinden geführt:
Bremgarten, Ittigen, Münchenbuchsee, Münsingen, Muri-Gümligen, Ostermundigen, Urtenen-Schönbühl, Wohlen, Worb, Zollikofen. In der Psychiatrischen Klinik UPD wird eine Bibliothek für die Patienten und das Klinikpersonal betrieben.
Die Kornhausbibliotheken Bern sind als Stiftung organisiert.

## Angebot
Das Angebot der Kornhausbibliotheken Bern umfasst rund 428'000 Medien. Im Jahr 2023 wurden 1'651'045 Ausleihen verzeichnet.
Ausgeliehen werden können Bücher für alle Altersstufen in insgesamt elf verschiedenen Sprachen, Zeitungen, Zeitschriften, DVDs, Hörbücher, Musik-CDs, E-Book-Reader und Lernprogramme. In den Verbundsbibliotheken können kostenlos Datenbanken aus verschiedenen Wissensgebieten abgefragt werden.
Seit 2013 bieten die Kornhausbibliotheken Bern mit DibiBE (Digitale Bibliothek Bern) E-Books, E-Audios und E-Papers an. Weitere digitale Angebote sind auf der KoB-Website unter eBibliothek zu finden.
In den Bibliotheken des Verbunds finden zahlreiche Veranstaltungen statt, beispielsweise Lesungen, Vorträge oder Lese- und Bastelanlässe für Kinder.
Seit 2023 haben einige Bibliotheken mit BiblioPlus (besser bekannt als OpenLibrary) unbediente Öffnungszeiten.